# Кызыл-Сенир
Кызыл-Сенир (кирг. Кызыл-Сеңыр) — село в Сузакском районе Джалал-Абадской области Кыргызстана. Входит в состав Кызыл-Тууского айылного аймака.

## География
Село расположено в юго-восточной части области, на правом берегу реки Кёгарт, на расстоянии приблизительно 15 километров (по прямой) к северо-востоку от села Сузак, административного центра района. Абсолютная высота — 895 метров над уровнем моря.

## Население
Согласно оценочным данным Национального статистического комитета Кыргызской Республики, численность населения села на начало 2023 года составляла 3790 человек.
| год     | 2009 | 2014 | 2015 | 2020 | 2021 | 2023 |
| ------- | ---- | ---- | ---- | ---- | ---- | ---- |
| человек | 2835 | 3289 | 2928 | 3536 | 3612 | 3790 |